# Anstaltskirche Sonnenstein

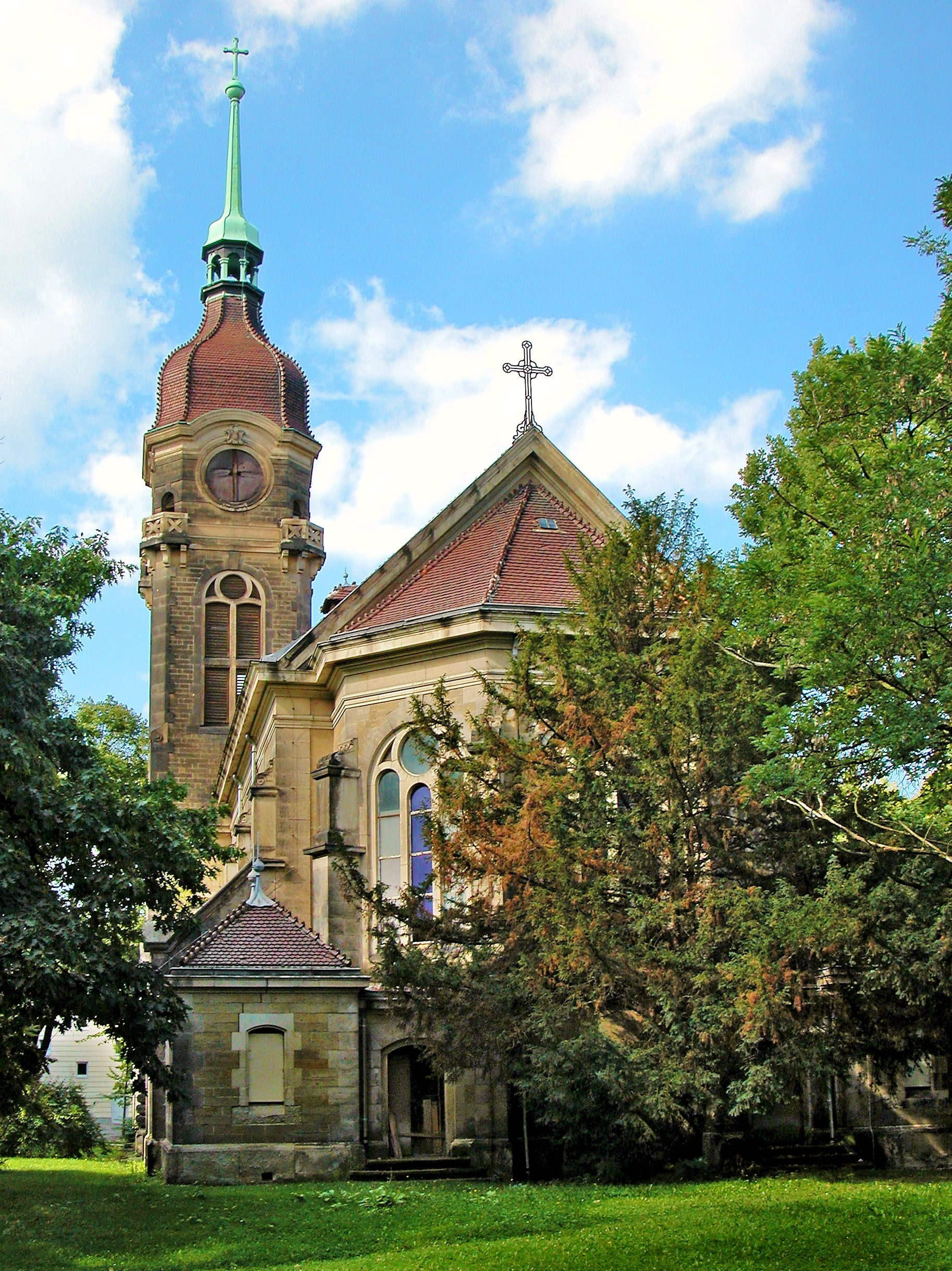
Anstaltskirche Pirna-Sonnenstein 2012

Die Anstaltskirche Sonnenstein – auch Parkkirche Sonnenstein genannt – ist ein ruinöses und dennoch erhaltenswertes Kirchengebäude im Stadtteil Sonnenstein von Pirna.

## Geschichte
Mit der Einrichtung der Heil- und Pflegeanstalt Sonnenstein wurde auch eine erste Anstaltskirche auf der überbauten östlichen Bastion im Jahr 1817 vollendet. Am 31. Oktober 1902 wurde der letzte Gottesdienst in dieser Kirche gefeiert, ihr Abriss erfolgte 1904.
Ende des 19. Jahrhunderts fiel die Entscheidung, eine größere Kirche zu bauen. Zwischen Herbst 1900 und 1902 wurde die zweite, heute noch bestehende Anstaltskirche errichtet. Kirchweihe war am Reformationstag, dem 31. Oktober 1902.

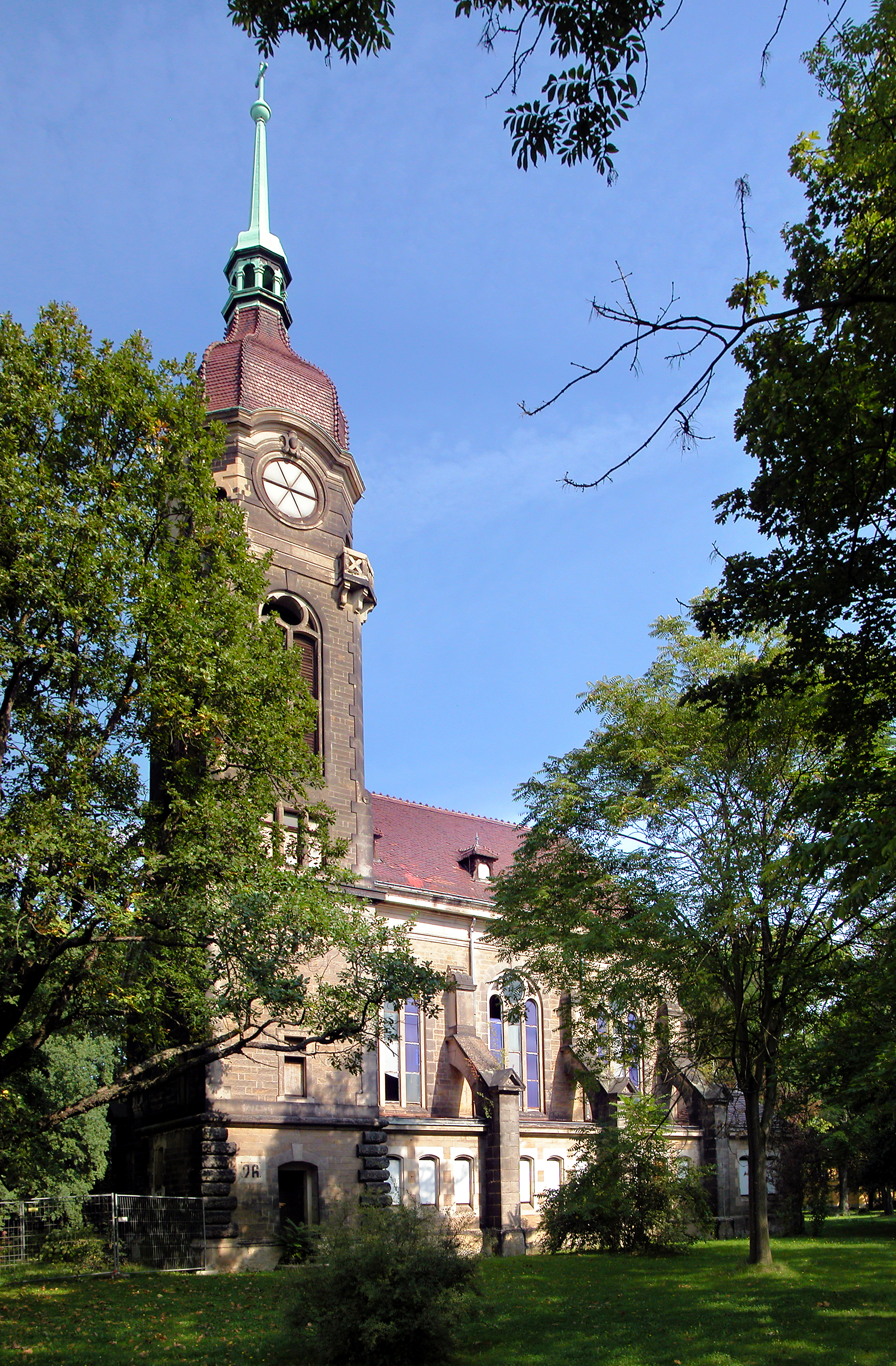
Seitenansicht

Sie entstand unter Leitung des Vorstandes der Baudirektion im Sächsischen Ministerium des Innern. Die Oberleitung lag bei Regierungs-Bauinspektor Kra, die Bau-Ausführung lag bei den Baumeistern Kluge und Horn aus Pirna. 
Es entstand eine Sandsteinkirche mit Hauptschiff und zwei kleinen Seitenschiffen. Die Ausmalung des Kirchenschiffs, so etwa im Sockelbereich des Altarraumes, sowie die Deckenmalereien schuf Hofmaler Schulze aus Dresden in der Tradition des Jugendstils.
Die Kirche hatte links und rechts Kirchenbänke, und es gab einen Mittelgang. Sie hatte 325 Sitzplätze; zur Kirchgemeinde (= Parochie) Sonnenstein gehörten damals 932 evangelische Christen.
Mit der Einrichtung der Tötungsanstalt Pirna-Sonnenstein 1939 wurde die Anstaltskirche per staatlicher Verordnung geschlossen und die Kirchgemeinde im Frühjahr 1940 aufgelöst.
In der DDR-Zeit wurde das Gotteshaus (bezeichnet als Haus 26) verschieden genutzt, so war es zuletzt bis 1991 Lager des damaligen VEB Strömungsmaschinenbau Pirna. Diese „Umnutzung“ der Kirche verhinderte den sonst üblichen Verfall bei Leerstand, da das Bauwerk regendicht gehalten wurde.
Trotz Bemühungen der evangelischen Kirche in den 1970er Jahren wurde ihr das instandsetzungsfähige Gotteshaus nicht übereignet – sie war als ursprüngliche Anstaltskirche staatliches Eigentum. Daraufhin plante und baute die evangelische Kirche das Kirchgemeindezentrum Pirna-Sonnenstein mit Hilfe eines Kirchenbauprogramms in der DDR für das ab Ende der 1960er Jahre entstandene Neubaugebiet Sonnenstein.
1996 erwarb ein Privatmann das Gotteshaus ohne spürbare Verbesserungen seines Zustandes. Gelegentlich kehrte mit Kulturveranstaltungen als „Kulturkirche Rosenwerk“ kurzzeitig Leben in das sakrale Bauwerk zurück.

## Architektur
Es handelt sich um eine Basilika mit einem hohen Mittelschiff und niedrigeren Seitenschiffen. Der Außenbau ist zeittypisch mit einem System von Strebepfeilern und Strebebögen neugotisch gestaltet. Vor der Westfassade ist die Eingangs-VorhaIle mit dem Hauptportal und eigenem Krüppelwalmdach. Die schmalen Seitenschiffe umfassen zwei Räume für die Sakristei und die Garderobe; sie sind von außen an ihren eigenen Walmdächern erkennbar. 
Der fast geschlossen rechteckige Grundriss der Kirche sowie die Symmetrie ihres Aufbaus werden vom in der südlichen Ecke platzierten Kirchturm kontrastiert. Eine derartige gewollte „Unregelmäßigkeit“ wurde im späten 19. Jahrhundert als malerisch und volkstümlich empfunden und daher bewusst angestrebt.
Der Außenbau der Kirche entstand aus verschiedenen Sandstein-Sorten, wobei die jeweils unterschiedliche Körnigkeit und Farbe im Laufe des Verwitterungsprozesses deutlich hervortraten. So sind Architekturteile wie die Gewände der Seitenschiffsfenster mit jeweils drei verbindenden Steinen, das Stabwerk der Mittelschiffsfenster sowie sämtliche Haupt- und Nebengesimse aus hellem, feinkörnigen Cottaer Sandstein, der sich vom dunkleren Postaer Sandstein abhebt. 
Auch sind in der Art der Behandlung der Steine und damit in deren Oberflächenstruktur Differenzierungen erkennbar: Die Eckquader sind grob behauen, dagegen haben die herausgehobenen Architekturteile aus Cottaer Sandstein eine glatte Oberfläche.

## Ausstattung
Decken und Wände erhielten Jugendstil-Ornamente. Orgel, Taufstein und Altar stammten aus der Vorgängerkirche. Ursprünglich gab es ein Lucas Cranach dem Älteren zugeschriebenes Altarbild. Das wurde 1911 von einem Werk von Johann Carl Loth ersetzt.

## Bilder

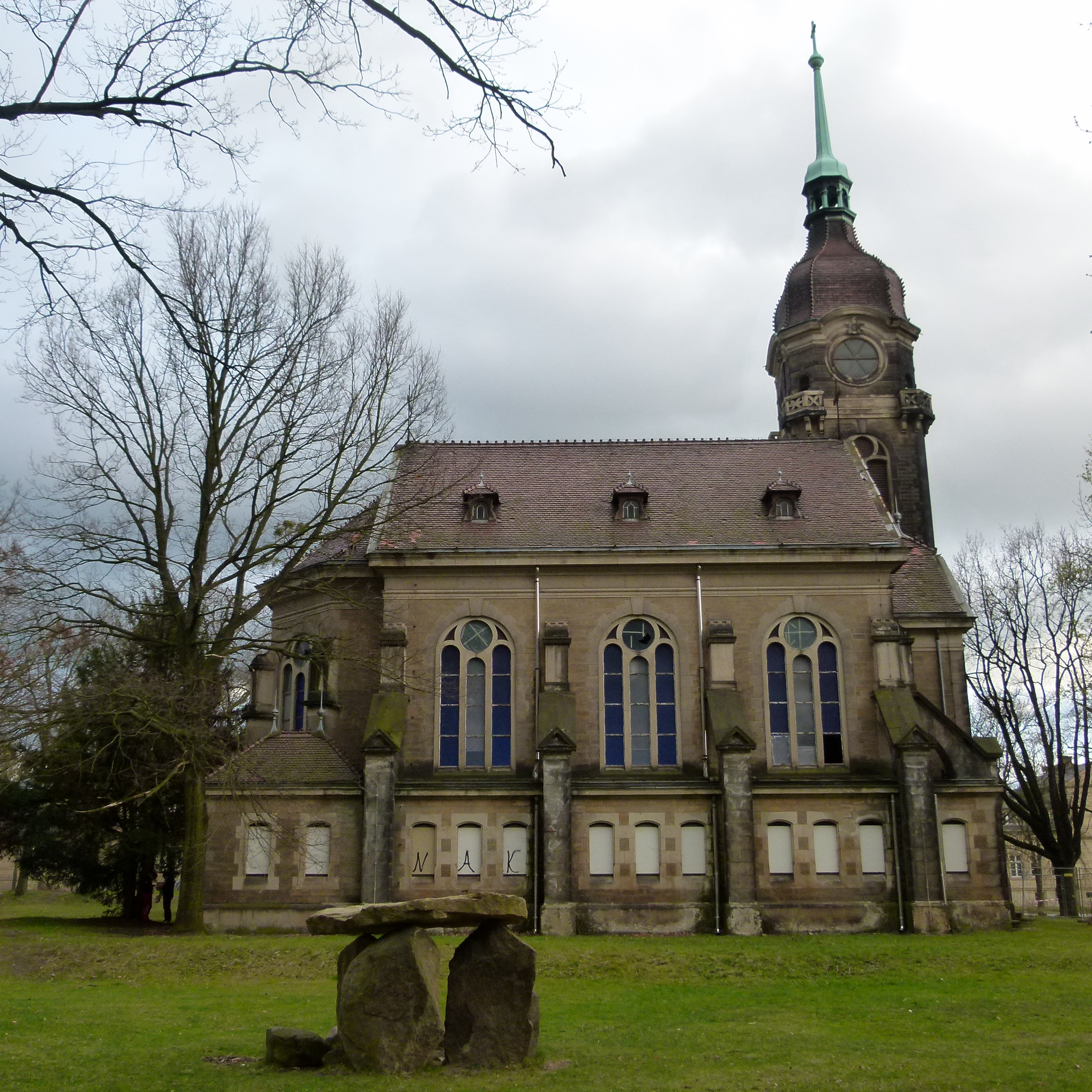
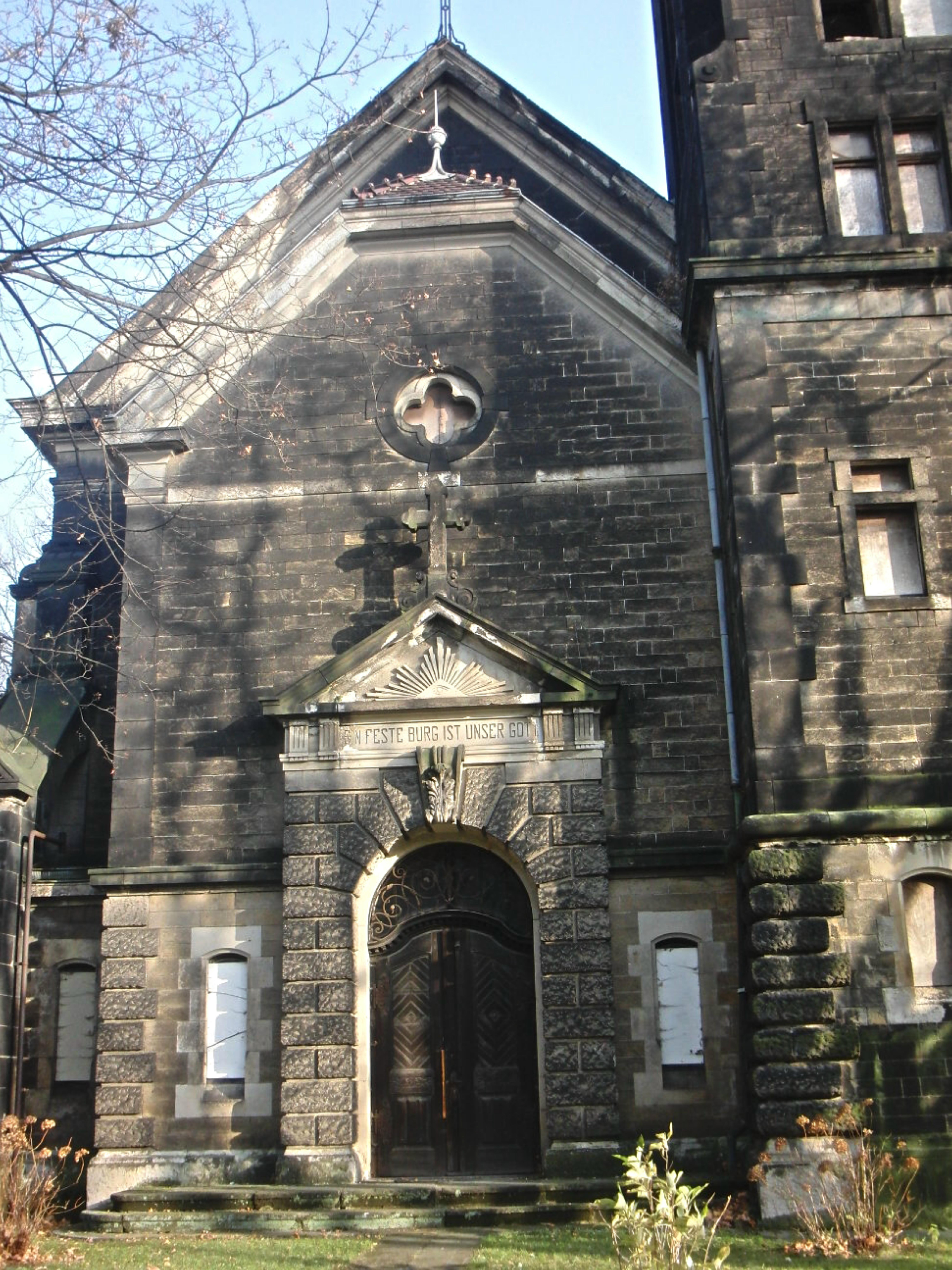
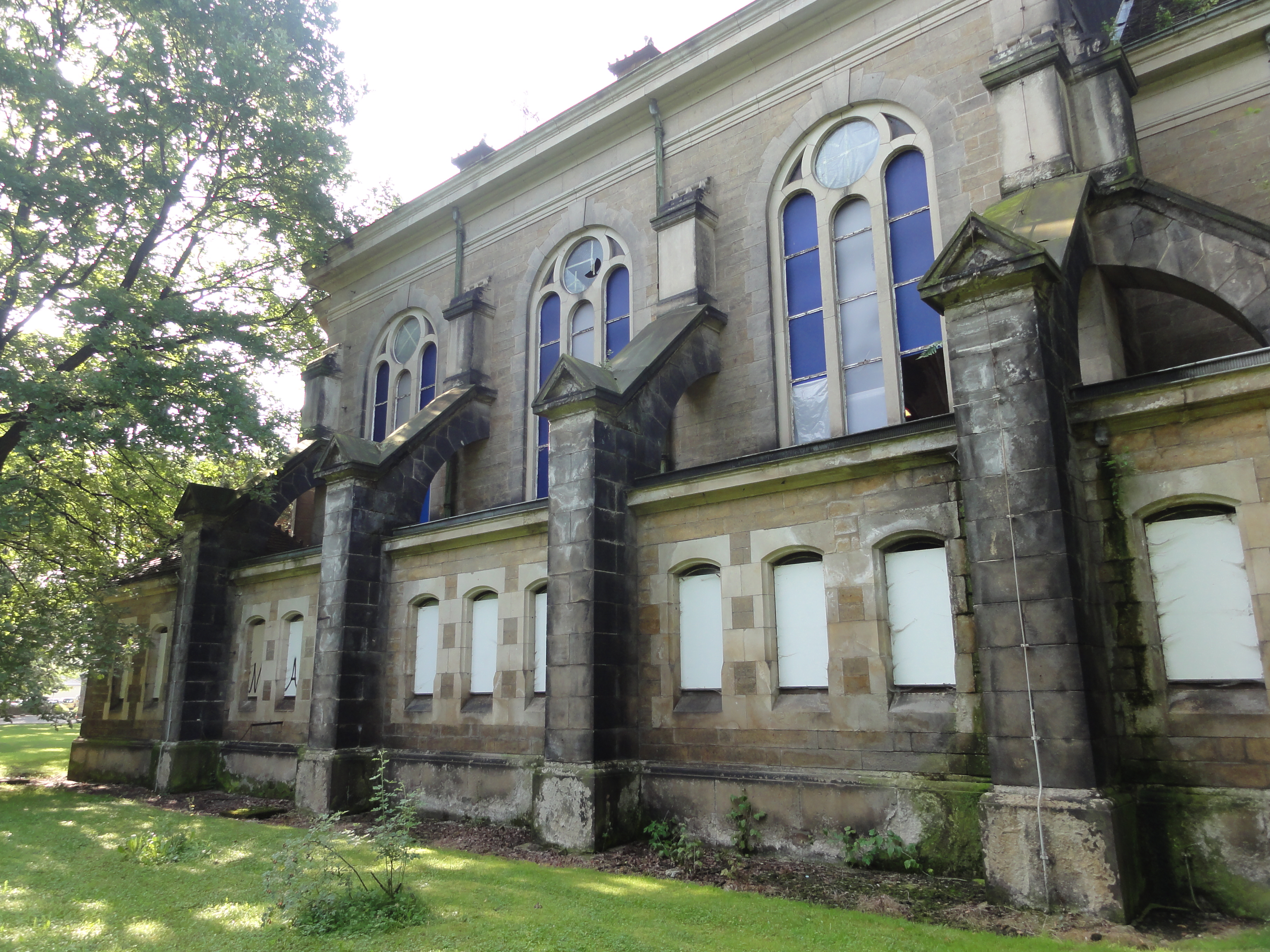
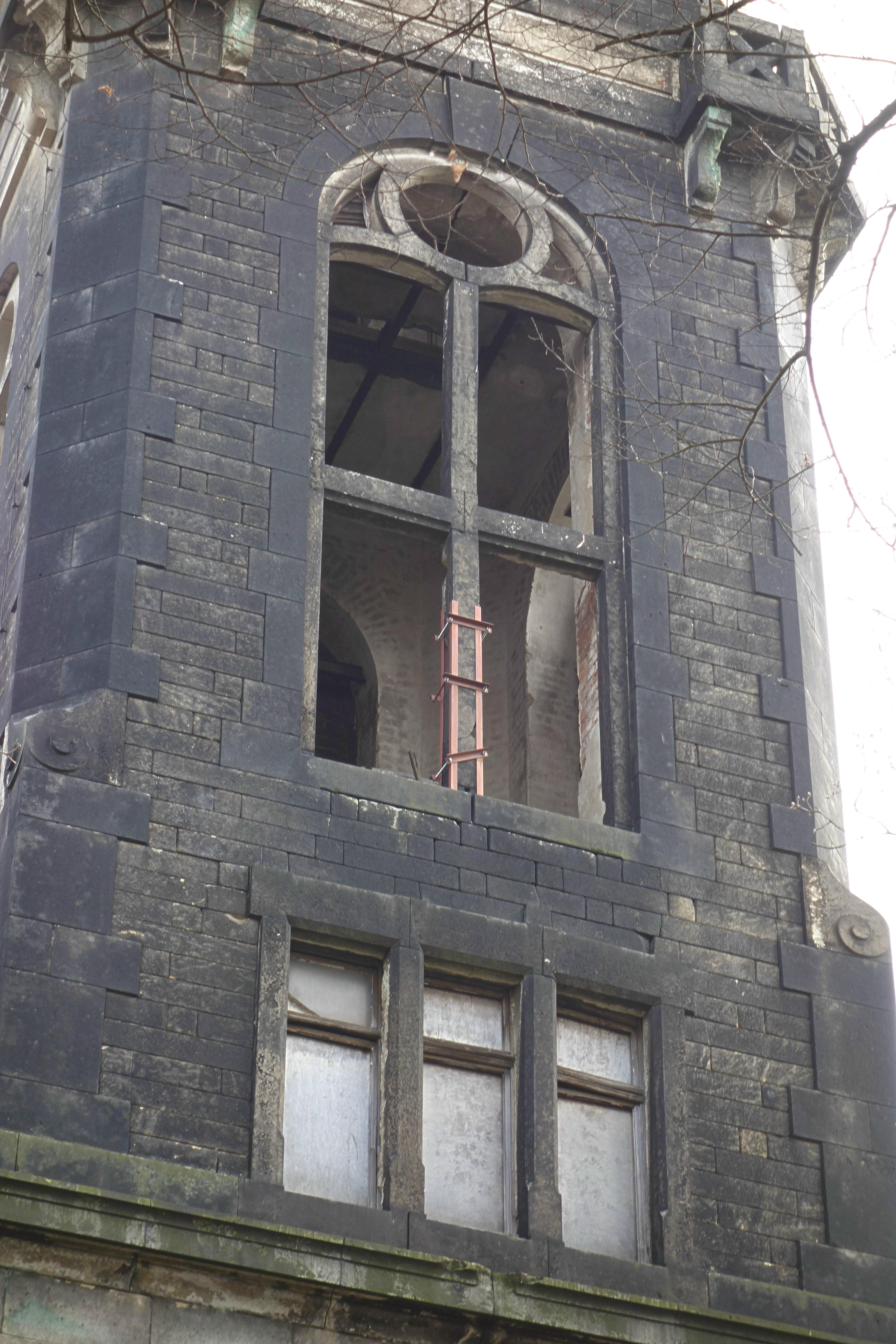

## Gegenwart
Derzeit gibt es trotz Bemühungen keine realistische Aussicht, die Kirche zu sanieren, zu erhalten und umzunutzen.

## Begriff „Anstaltskirche“
Krankenhäuser hießen früher auch Heilanstalten, „Anstalt“ war und ist allgemein die Bezeichnung für eine Organisationsform zur Erfüllung einer bestimmten öffentlichen Aufgabe.
Große Krankenhäuser wurden auch damals von Kommunen und von Landesregierungen betrieben. Mitunter hatten sie ihre eigene Krankenhauskapelle in einem Krankenhausgebäude oder auch eine eigene Krankenhauskirche auf ihrem Gelände. Dort waren meist regelmäßig katholische und evangelische Pfarrer im Dienst, oder diese kamen regelmäßig aus einer Kirchgemeinde der Nachbarschaft dorthin. 
Es waren im herkömmlichen Sinne keine eigenständigen Kirchgemeinden. Eigentümer derartiger Glaubensstätte war das jeweilige Krankenhaus beziehungsweise dessen Träger.